# Les Deux-Villes
 Les Deux-Villes  là một xã ở tỉnh Ardennes, thuộc vùng Grand Est ở phía bắc nước Pháp.